# Michael Aizenman
Michael Aizenman (* 28. srpna 1945) je izraelsko-americký fyzik a matematik pracující na Princetonské univerzitě. Zabývá se především matematickou fyzikou, statistickou mechanikou, funkcionálních analýzou a teorií pravděpodobnosti. V roce 1990 dostal Wienerovu cenu za aplikovanou matematiku.